# 대구서변초등학교 조야분교
대구서변초등학교 조야분교(大邱西邊初等學校 助也分校)는 대한민국 대구광역시 북구에 있었던 공립 초등학교이다.

## 역사
- 1983-12-08 대구조야국민학교 설립인가
- 1984-03-01 대구조야국민학교 개교(12학급 편성-599명
- 1996-01-01 "대구조야초등학교"로 교명 변경(국민학교 → 초등학교)
- 1996-03-01 급식학교 지정
- 1998-06-18 서편4개 교실 증축
- 2000-03-13 병설유치원 개원(1학급편성-11명)
- 2006-02-14 어울터(체육관) 개관 및 예술제
- 2008-03-01 특수 1학급 신설
- 2008-06-02 교수학습도움센터 구축
- 2008-06-02 학습도움실 설치
- 2008-11-02 보건실 현대화 사업
- 2008-11-02 방범용 CCTV 설치
- 2008-12-02 방송실 현대화 사업
- 2009-02-02 차량 통행 교문 설치
- 2009-03-01 시교육청 지정 학교교육력제고 시범학교 운영
- 2009-06-02 영어체험교실 구축
- 2009-07-02 과학실 현대화 사업
- 2009-08-02 교사동 건물 외부도장 공사
- 2009-09-02 장애인용 승강기(급식 겸용) 및 화장실 설치
- 2009-12-02 학교 푸른 숲 가꾸기 사업
- 2010-04-22 돌봄실 완공
- 2010-06-28 놀이 시설물(5종) 설치
- 2010-07-16 학교도서관 지역문화센터 개관
- 2010-10-05 주민 놀이 체육시설 설치(북구청 지원, 5종)
- 2010-10-09 현관출입로 경사로 재정비
- 2011-10-20 유치원조합놀이대 설치
- 2011-11-30 장애인편의시설(시각경보기, 장애인점자블럭 설치)
- 2013-02-20 교사동 및 강당 연결복도 설치
- 2018-12-20 청렴도 최우수학교 표창
- 2018-12-20 교과외할동학교 표창
- 2018-10-18 학교폭력제로학교 표창
- 2021-02-10 제36회 졸업식(졸업생 10명, 총 2,266명)
- 2021-03-01 초등 6학급 편성
- 2021-03-01 제20대 장세철 교장 부임
- 2023-03-01 대구서변초등학교 조야분교로 개편
- 2025-02-28 폐교[1] 및 대구서변초등학교 통폐합, 41년만에 폐교